# Johannes William Raum
Johannes William Raum (* 4. Dezember 1931 in Bumbuli; † 4. März 2014) war ein deutscher Ethnologe.

## Leben
1950 nahm der Sohn von Otto Raum sein Studium an der Universität Kapstadt auf. Aufgrund seiner Interessen wählte er Geschichte als Hauptfach sowie Deutsche Philologie. Raum hatte ursprünglich vor, Lehrer zu werden, entwickelte aber auch ein wachsendes Interesse an Anthropologie. Er wählte Englisch und Sozialethnologie als weitere Fächer. Monica Wilson, Leonard Monteath Thompson, Jack Simons und Astley John Hilary Goodwin gehörte zu seinen Lehrern. 1952 erwarb er einen Bachelor of Arts. Ein Jahr später erhielt er einen Master of Arts in Geschichte.
Dann zog er nach Deutschland, wo er an der Ludwig-Maximilians-Universität München Erziehungswissenschaften studierte. Er besuchte auch Kurse über Psychologie und Geschichte. Am 5. November 1963 schloss er seine Doktorarbeit über Erziehungswissenschaften ab.
Nach einer kurzen Zeit als Lehrer nahm Raum 1963 eine Assistenzstelle am Institut für Ethnologie und Afrikastudien in München an, wo Hermann Baumann eine Vollprofessur innehatte. 1974 schloss er seine Habilitationsschrift ab und nahm schließlich an einem Forschungsprojekt am Zentrum für interdisziplinäre Forschung teil. Nach seiner Rückkehr nach München wurde Raum außerordentlicher Professor am Institut für Ethnologie und Afrikastudien. Darüber hinaus hatte er 1979 eine Gastprofessur am Institut für Kultur- und Sozialanthropologie in Tübingen inne. Seit 1980 hatte Raum eine ordentliche Professur am Institut für Ethnologie und Afrikastudien in München inne. Er ging 1997 in den Ruhestand.

## Schriften (Auswahl)
- Das Bantuschulwesen in der Südafrikanischen Union. München 1963, OCLC 47830306.
- Johannes W. Raum: Die Lehren der Neo-Evolutionisten Leslie A. White, Julian H. Steward und ihrer Schüler in ethnologischer Sicht. Ludwig-Maximilians-Universität, München 1973, doi:10.5282/ubm/epub.12465, urn:nbn:de:bvb:19-epub-12465-6.